# Carmen Guarini
Carmen Guarini (Argentina, 18 de gener de 1953) és una antropòloga, directora, professora i productora de cinema especialitzada en documentals que ha realitzat una important obra en aquest gènere.

## Carrera professional
Va obtenir la seva doctora en la Universitat de Nanterre, França, va cursar Cinema Antropològic sota la direcció de Jean Rouch el 1988 i va realitzar seminaris d'especialització amb Fernando Birri, Jean Louis Comolli i Jorge Prelorán. És Investigadora del CONICET, docent d'Antropologia Visual de la Universitat de Buenos Aires, directora del Àrea d'Antropologia Visual (AAV-UBA) i docent en el Mestratge en Cinema Documental de la Universitat del Cinema; també dicta cursos en l'Observatori de Cinema i a l'Escola Internacional de Cinema i Televisió, una escola de mitjans audiovisuals situada a San Antonio de Los Baños, Cuba i ha estat Professora Convidada a França i Espanya.
Amb Marcelo Céspedes va fundar en 1986 la productora Cinema-Ull, i en el 2001 el Festival i Fòrum DocBuenosAires.
Va treballar com a productora amb nombrosos directors argentins, entre els quals es troben Andrés Di Tella, Alejandro Fernández Mouján, Pedro Fernández Mouján, Jorge Goldenberg, Edgardo Cozarinsky, Cristian Pauls i Sergio Wolf.
Per la seva labor al cinema va obtenir premis en importants festivals nacionals i internacionals.

## Filmografia
Directora
- Ata tu arado a una estrella (2018)
- Walsh entre todos (2015)
- Calles de la memoria (2012)
- D-Humanos ("Baldosas en Buenos Aires"), (2011)
- Gorri (2010)
- Meykinof (2005)
- El diablo entre las flores (cortometraje) (2004)
- H.I.J.O.S., el alma en dos (2002)
- Compañero Birri (inédita) (2001)
- Tinta roja (1998)
- Jaime de Nevares, último viaje (1995)
- En el nombre de la seguridad nacional (1994)
- Historias de amores semanales (1993)
- La voz de los pañuelos (cortometraje) (1992)
- La noche eterna (1991)
- A los compañeros la libertad (cortometraje) (1987)
- Buenos Aires, crónicas villeras (1986)

Producció
- Ata tu arado a una estrella (2018)
- Walsh entre todos (2015)
- Calles de la memoria (2012)
- Gorri (2010)
- Madres con ruedas (2006)
- Los perros (2004)
- La televisión y yo (notas en una libreta) (2002)
- Por la vuelta (2002)
- El siglo del viento (1999)
- Buenos Aires, crónicas villeras (1986)

Producció executiva
- Walsh entre todos (2015)
- Saldaño. El sueño dorado (2014)
- Sangre de mi sangre (2014)
- Regreso a Fortín Olmos (2008)
- Pulqui, un instante en la patria de la felicidad (2007)
- Fotografías (2007)
- Bialet Massé, un siglo después (2006)
- Murgas y murgueros (2003)
- El tiempo y la sangre (2004)
- Prohibido dormir (2004)
- Yo no sé qué me han hecho tus ojos (2003)
- H.I.J.O.S., el alma en dos (2002)
- Tango deseo (cortometraje) (2002)
- Yo, Sor Alice (2001)

Productor associat
- Liniers, el trazo simple de las cosas (2010)

Dirección de producción
- Ronda nocturna (2005)

Càmera
- Walsh entre todos (2015)
- Calles de la memoria (2012)
- H.I.J.O.S., el alma en dos (2002)

So
- La voz de los pañuelos (curtmetratge) (1992)

Guionista
- Ata tu arado a una estrella (2018)
- Walsh entre todos (2015)
- Calles de la memoria (2012)
- Cuentas del alma. Confesiones de una guerrillera (2012)
- Gorri (2010)
- Meykinof (2005)
- H.I.J.O.S., el alma en dos (2002)
- Tinta roja (1998)
- Jaime de Nevares: Último viaje (1995)
- Historias de amores semanales (1993)
- A los compañeros la libertad (curtmetratge) (1987)
- Hospital Borda: un llamado a la razón (1986)
- Buenos Aires, crónicas villeras (1986)

Fotografia
- Walsh entre todos (2015)
- Calles de la memoria (2012)
- Gorri (2010)
- Meykinof (2005)
- Por la vuelta (2002)
- H.I.J.O.S., el alma en dos (2002)

Muntatge
- Ata tu arado a una estrella (2018)
- Walsh entre todos (2015)
- Madres con ruedas (2006)
- Por la vuelta (2002)
- H.I.J.O.S., el alma en dos (2002)
- Tinta roja (1998)

Texts
- Calles de la memoria (2012)
- Jaime de Nevares: Último viaje (1995)

Making of
- Ronda nocturna (2005)

Direcció d'art
- Espejo para cuando me pruebe el smoking (2005)

## Premis
- Premi Konex al Documental
- Asociación de Cronistas Cinematográficos de la Argentina
  - Candidata al Premi Cóndor de Plata al Millor guió documental de 2006 per H.I.J.O.S., el alma en dos
- Festival Internacional del Nou Cinema Llatinoamericà de l'Habana) de 2002.
  - Menció Especial com a millor documental per H.I.J.O.S., el alma en dos compartit amn Marcelo Céspedes.
- Festival Internacional de cinema documental, curtmetratges i animació de Bombai (Índia) de 2000
  - Menció Especial de la FIPRESCI concedida per Tinta roja compartit amb Marcelo Céspedes pel seu excel·lent retrat d'un tema delicat amb una excel·lent fotografia.
- Esment Especial de l'Organització Catòlica Internacional del Cinema (OCIC) en 1995 per Jaime de Nevares, último viaje compartit amb Marcelo Céspedes.